# 에디 롬멜
에드윈 아메리커스 롬멜(영어: Edwin Americus Rommel, 1897년 9월 13일~1970년 8월 26일)은 미국의 프로 야구 선수이자 코치, 심판으로, 메이저 리그 베이스볼(MLB)에서 우완 투수로 뛰었다. 1920년부터 1932년까지 13시즌 동안 필라델피아 애슬레틱스에서만 선수 생활을 했다. 너클볼을 던진 초기 선수 중 한 명으로 여겨진다.